# Brooke's Point

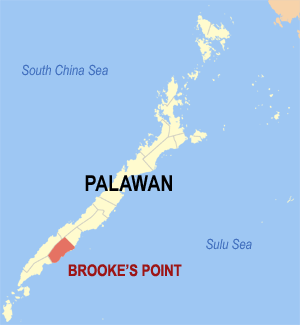
Bản đồ Palawan với vị trí của Brooke's Point

Brooke's Point là một đô thị hạng 1 ở tỉnh Palawan, Philippines. Đô thị được đặt tên theo người sáng lập Sir James Brooke.
Theo điều tra dân số năm 2000, đô thị này có dân số 48.928 người trong 9.634 hộ.

## Barangay
Brooke's Point được chia thành 18 barangay.
| - Amas - Aribungos - Barong-barong - Calasaguen - Imulnod - Ipilan - Maasin - Mainit - Malis | - Mambalot - Oring-oring - Pangobilian - Poblacion I - Poblacion II - Salogon - Samariñana - Saraza - Tubtub |